# Pont-Canavese
Pont-Canavese (piemontiul: Pont Canavèis) település Olaszországban, Lombardia régióban, Torino megyében. Lakosainak száma 3014 fő (2023. január 1.). Pont-Canavese Alpette, Chiesanuova, Cuorgnè, Frassinetto, Ingria, Ronco Canavese és Sparone községekkel határos.

## Népesség
A település népességének változása:
| Lakosok száma | 3367 | 3307 | 3014 |
|               | 2017 | 2018 | 2023 |